# Ctenotus atlas
Ctenotus atlas är en ödleart som beskrevs av  Storr 1969. Ctenotus atlas ingår i släktet Ctenotus och familjen skinkar. Inga underarter finns listade i Catalogue of Life.